# That's the Spirit
That’s The Spirit is het vijfde studioalbum van de Britse metalband Bring Me the Horizon.

## Track listing
Alle teksten zijn geschreven door Oliver Sykes, alle muziek is geschreven door Bring Me the Horizon.
| 1.                 | Doomed              | 4:34 |
| 2.                 | Happy Song          | 3:59 |
| 3.                 | Throne              | 3:11 |
| 4.                 | True Friends        | 3:52 |
| 5.                 | Follow You          | 3:51 |
| 6.                 | What You Need       | 4:12 |
| 7.                 | Avalanche           | 4:22 |
| 8.                 | Run                 | 3:42 |
| 9.                 | Drown (new version) | 3:42 |
| 10.                | Blasphemy           | 4:35 |
| 11.                | Oh No               | 5:01 |
| Totale duur: 45:00 |                     |      |